# Rickard Falkvinge
Rickard Falkvinge, detto Rick (Göteborg, 21 gennaio 1972), è un politico e imprenditore svedese, noto per aver fondato il Partito Pirata.

## Biografia
Nato con il nome di Dick Augustsson si è diplomato al Göteborgs Högre Samskola in scienze naturali nel 1991. Durante i suoi studi era attivo nella Lega dei Giovani Moderati (Moderata Ungdomsförbundet), un'ala del Partito Moderato.
Ha fondato la sua prima compagnia nel 1988 all'età di sedici anni.
Nel 1993 ha iniziato a studiare alla Università di tecnologia Chalmers per prendere una laurea in ingegneria fisica, ma nel 1995 ha interrotto gli studi per lavorare come imprenditore.
Falkvinge ha lavorato come capo progetto alla Microsoft Corporation. Fu anche manager di una piccola compagnia di software, incarico da cui si dimise per lavorare a tempo pieno per il Partito Pirata.
Attualmente vive a Sollentuna a nord di Stoccolma.